# Alberswil
Alberswil (toponimo tedesco) è un comune svizzero di 683 abitanti del Canton Lucerna, nel distretto di Willisau.

## Geografia fisica
Il territorio del comune di Alberswil si estende ai confini occidentali della piana del Wauwilermoos.

## Storia

### Simboli
Lo stemma comunale ricorda la fortezza di Kasteln.

## Monumenti e luoghi d'interesse
- Cappella cattolica di San Biagio in località Burgrain, attestata dal 1306 e ricostruita nel 1682[3];
- Rovine della fortezza di Kasteln (o Kastelen), costruita nel XIII secolo dai Lenzburg-Kyburg e semidistrutta nel 1653, con annesso castello costruito nel 1682 dai Sonnenberg[3][5].

## Società

### Evoluzione demografica
L'evoluzione demografica è riportata nella seguente tabella:
Abitanti censiti

## Economia
L'economia locale si basa prevalentemente sul settore primario e sul pendolarismo in uscita.